# Morten Olsen
Morten Per Olsen (Vordingborg, 14 agosto 1949) è un allenatore di calcio ed ex calciatore danese, di ruolo centrocampista e difensore.

## Caratteristiche tecniche

### Giocatore
Calciatore corretto e dotato di elegante tocco di palla, è stato impiegato in svariati ruoli. Impostato all'ala destra nelle giovanili, ha giocato gran parte della carriera da centrocampista e verso fine carriera si è affermato come libero. Nelle giovanili si mise in luce per la sua accelerazione, l'agilità e l'intelligenza di gioco. Già nei primi anni da seniores al B 1901 aveva ricoperto diversi ruoli in campo, acquisendo esperienza e diventando un calciatore versatile. Si specializzò a centrocampo dapprima nel ruolo di regista e poi in quello di incontrista, grazie a una grande determinazione e alle capacità di organizzare gioco da dietro.
Maturò progressivamente una forte personalità calcistica; dedizione e forza di volontà lo fecero diventare il leader della squadra. Fu spostato al ruolo di libero quando aveva 32 anni su suggerimento del suo tecnico all'Anderlecht Tomislav Ivić, dopo essersi ripreso da un'operazione alla tibia che ne aveva messo a rischio la carriera. La nuova posizione lo consacrò tra i migliori calciatori a livello internazionale. Aveva nel suo bagaglio tecnico colpi raffinati come il colpo di tacco, il doppio passo e repentini cambi di direzione, a quel tempo molto rari per un difensore. Impostava l'azione da regista arretrato, spesso con precisi lanci lunghi, ma era anche in grado di supportare l'attacco. Era un rigorista, ma la caratteristica migliore erano le profonde discese palla al piede grazie a un imprevedibile cambio di passo e a un ottimo controllo di palla, che gli permettevano di aprire la difesa avversaria e creare superiorità numerica.

## Carriera

### Giocatore

#### Club
Da giocatore, il club più importante per cui militò fu l'Anderlecht, con il quale vinse la Coppa UEFA 1982-1983.

#### Nazionale
Disputò 102 gare e mise a segno 4 gol per la Danimarca dal 1970 al 1989, prendendo parte a Euro 1984, ai mondiali 1986 e a euro 1988. Fu il primo danese a raggiungere le 100 presenze in Nazionale e, giocando solitamente come difensore centrale, fu spesso il capitano dei danesi negli anni ottanta.

### Allenatore
Olsen iniziò ad allenare nel gennaio 1990 sulla panchina del Brøndby IF e guidò subito la squadra a vincere il massimo campionato danese, ripetendosi nel 1991. Portò inoltre il Brøndby alla semifinale della coppa UEFA 1990-1991. In seguito la maggior parte degli acquisti da lui voluti non furono all'altezza e iniziarono le polemiche; quando il club si trovò in difficoltà finanziarie e i risultati vennero a mancare, fu esonerato nel maggio del 1992.
Nell'aprile del 1993, Olsen fu chiamato alla guida del Colonia, squadra in cui aveva chiuso la carriera agonistica nel 1989, riuscendo a raggiungere la salvezza nella Bundesliga 1992-1993. Quello stesso anno ottenne il patentino di allenatore in Germania. Nelle due annate successive il Colonia si salvò senza affanni, ma all'inizio della stagione 1995–1996 fu eliminato in coppa di Germania da un club di dilettanti di Beckum, e Olsen fu esonerato nell'agosto 1995.
Dopo quasi due anni di inattività fu chiamato sulla panchina dell'Ajax nel luglio 1997, e scelse come vice Michael Laudrup. Il primo anno la squadra vinse sia la Eredivisie che la coppa dei Paesi Bassi, arrivando fino ai quarti di finale in coppa UEFA. L'anno dopo vi furono diversi problemi, tra cui il trasferimento dei nazionali Ronald de Boer e Frank de Boer al Barcellona. Con il declino in campionato, Olsen fu esonerato nel dicembre 1998.

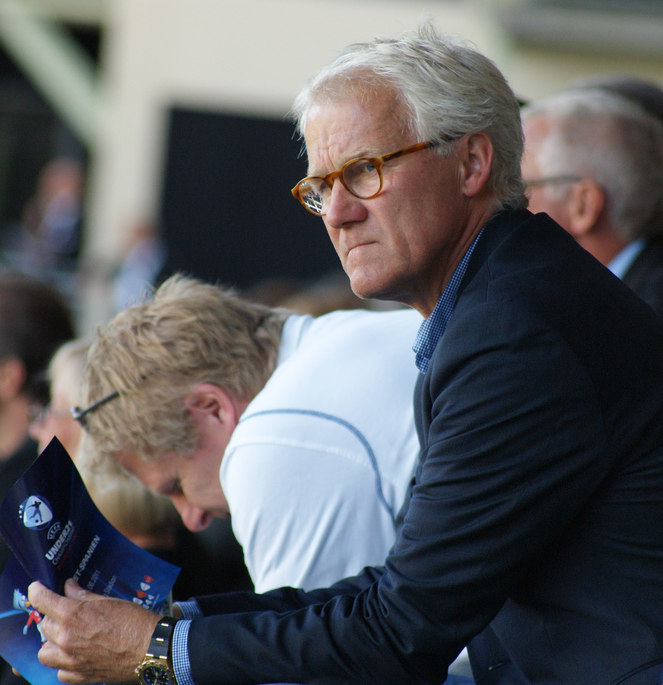
Olsen sulla panchina dell'Under 21 danese nel 2011

Nell'autunno del 1999 firmò un contratto biennale con la federazione danese per allenare la nazionale, che venne formalizzato dopo gli europei del 2000 Prese il posto dello svedese Bo Johansson come commissario tecnico della Danimarca nel luglio 2000, con Michael Laudrup assistente. La squadra si qualificò per la fase finale dei mondiali del 2002, dove fu sconfitta 3-0 ed eliminata dall'Inghilterra negli ottavi, dopo essersi classificata prima nel proprio gruppo nella prima fase. Prima dei mondiali aveva firmato un nuovo contratto quadriennale con la federazione fino al giugno 2006.
Il quel periodo Laudrup divenne il tecnico del Brøndby IF e Olsen scelse come nuovo assistente Keld Bordinggaard. Anche agli europei del 2004 la Danimarca uscì al primo turno degli scontri diretti, sconfitta 3-0 nei quarti dalla Repubblica Ceca. Malgrado la squadra non si fosse qualificata per i mondiali di Germania, Olsen prolungò il contratto fino al 2010, impegnandosi a seguire anche le giovanili e assumendosi in tal modo una larga responsabilità sul futuro del calcio danese.
La nazionale fallì anche le qualificazioni per gli europei del 2008 e il 10 ottobre 2009 Olsen festeggiò la sua 100ª panchina in nazionale con la vittoria per 1-0 sulla Svezia e la conseguente qualificazione al mondiale del 2010. Nel gennaio successivo prolungò ulteriormente il contratto fino alla conclusione degli europei del 2012. La Danimarca si qualificò per la fase finale, dove giunse terza nel suo gruppo e fu eliminata. Il 13 dicembre 2013 vi fu il nuovo prolungamento del contratto di Olsen fino al giugno 2016.
Dopo due qualificazioni consecutive per le fasi finali degli ultimi due campionati del mondo, la Danimarca non si qualificò per i mondiali del 2014 in Brasile e nemmeno per gli europei del 2016, eliminata il 17 novembre 2015 dalla Svezia dopo i due incontri di spareggio. Nei giorni successivi Olsen si accordò con la federazione per la risoluzione del contratto dopo 15 anni sulla panchina della nazionale, che lo hanno fatto diventare il commissario tecnico durato più a lungo nella storia della nazionale danese. I migliori piazzamenti della sua gestione furono gli ottavi di finale ai Mondiali 2002 e i quarti di finale a Euro 2004.
Dopo non avere avuto più alcun incarico, l'8 febbraio 2018 Olsen annunciò la fine della sua carriera di allenatore.

## Statistiche

### Cronologia presenze e reti in nazionale
| Cronologia completa delle presenze e delle reti in nazionale ― Danimarca | Cronologia completa delle presenze e delle reti in nazionale ― Danimarca | Cronologia completa delle presenze e delle reti in nazionale ― Danimarca | Cronologia completa delle presenze e delle reti in nazionale ― Danimarca | Cronologia completa delle presenze e delle reti in nazionale ― Danimarca | Cronologia completa delle presenze e delle reti in nazionale ― Danimarca | Cronologia completa delle presenze e delle reti in nazionale ― Danimarca | Cronologia completa delle presenze e delle reti in nazionale ― Danimarca |
| Data                                                                     | Città                                                                    | In casa                                                                  | Risultato                                                                | Ospiti                                                                   | Competizione                                                             | Reti                                                                     | Note                                                                     |
| ------------------------------------------------------------------------ | ------------------------------------------------------------------------ | ------------------------------------------------------------------------ | ------------------------------------------------------------------------ | ------------------------------------------------------------------------ | ------------------------------------------------------------------------ | ------------------------------------------------------------------------ | ------------------------------------------------------------------------ |
| 23-9-1970                                                                | Copenaghen                                                               | Danimarca                                                                | 0 – 1                                                                    | Norvegia                                                                 | Campionato nordico di calcio                                             | -                                                                        | 55’                                                                      |
| 11-11-1970                                                               | Glasgow                                                                  | Scozia                                                                   | 1 – 0                                                                    | Danimarca                                                                | Qual. Euro 1972                                                          | -                                                                        | 46’                                                                      |
| 25-11-1970                                                               | Sint-Andries                                                             | Belgio                                                                   | 2 – 0                                                                    | Danimarca                                                                | Qual. Euro 1972                                                          | -                                                                        | 60’                                                                      |
| 21-4-1971                                                                | Vevey                                                                    | Svizzera                                                                 | 2 – 1                                                                    | Danimarca                                                                | Qual. Olimpiadi 1972                                                     | -                                                                        |                                                                          |
| 5-5-1971                                                                 | Copenaghen                                                               | Danimarca                                                                | 4 – 0                                                                    | Svizzera                                                                 | Qual. Olimpiadi 1972                                                     | 1                                                                        |                                                                          |
| 12-5-1971                                                                | Porto                                                                    | Portogallo                                                               | 5 – 0                                                                    | Danimarca                                                                | Qual. Euro 1972                                                          | -                                                                        |                                                                          |
| 28-7-1971                                                                | Copenaghen                                                               | Danimarca                                                                | 3 – 2                                                                    | Giappone                                                                 | Amichevole                                                               | -                                                                        |                                                                          |
| 1-8-1971                                                                 | Aalborg                                                                  | Danimarca                                                                | 3 – 2                                                                    | Inghilterra                                                              | Amichevole                                                               | 1                                                                        |                                                                          |
| 25-8-1971                                                                | Flensburgo                                                               | Germania Ovest                                                           | 1 – 3                                                                    | Danimarca                                                                | Amichevole                                                               | -                                                                        |                                                                          |
| 8-9-1971                                                                 | Copenaghen                                                               | Danimarca                                                                | 0 – 0                                                                    | Finlandia                                                                | Campionato nordico di calcio                                             | -                                                                        |                                                                          |
| 26-9-1971                                                                | Oslo                                                                     | Norvegia                                                                 | 1 – 4                                                                    | Danimarca                                                                | Campionato nordico di calcio                                             | -                                                                        |                                                                          |
| 10-10-1971                                                               | Copenaghen                                                               | Danimarca                                                                | 2 – 1                                                                    | Romania                                                                  | Qual. Olimpiadi 1972                                                     | -                                                                        |                                                                          |
| 18-4-1972                                                                | Copenaghen                                                               | Danimarca                                                                | 0 – 1                                                                    | Germania Ovest                                                           | Amichevole                                                               | -                                                                        |                                                                          |
| 3-5-1972                                                                 | Copenaghen                                                               | Danimarca                                                                | 1 – 2                                                                    | Inghilterra                                                              | Amichevole                                                               | -                                                                        |                                                                          |
| 21-5-1972                                                                | Bucarest                                                                 | Romania                                                                  | 2 – 3                                                                    | Danimarca                                                                | Qual. Olimpiadi 1972                                                     | -                                                                        |                                                                          |
| 7-6-1972                                                                 | Copenaghen                                                               | Danimarca                                                                | 3 – 0                                                                    | Finlandia                                                                | Campionato nordico di calcio                                             | -                                                                        |                                                                          |
| 29-6-1972                                                                | Malmö                                                                    | Svezia                                                                   | 2 – 0                                                                    | Danimarca                                                                | Campionato nordico di calcio                                             | -                                                                        |                                                                          |
| 21-11-1973                                                               | Parigi                                                                   | Francia                                                                  | 3 – 0                                                                    | Danimarca                                                                | Amichevole                                                               | -                                                                        |                                                                          |
| 3-6-1974                                                                 | Copenaghen                                                               | Danimarca                                                                | 0 – 2                                                                    | Svezia                                                                   | Campionato nordico di calcio                                             | -                                                                        |                                                                          |
| 6-6-1974                                                                 | Oulu                                                                     | Finlandia                                                                | 0 – 0                                                                    | Danimarca                                                                | Campionato nordico di calcio                                             | -                                                                        | 80’                                                                      |
| 3-9-1974                                                                 | Copenaghen                                                               | Danimarca                                                                | 9 – 0                                                                    | Indonesia                                                                | Amichevole                                                               | -                                                                        |                                                                          |
| 25-9-1974                                                                | Copenaghen                                                               | Danimarca                                                                | 1 – 2                                                                    | Spagna                                                                   | Qual. Euro 1976                                                          | -                                                                        |                                                                          |
| 9-10-1974                                                                | Aalborg                                                                  | Danimarca                                                                | 2 – 1                                                                    | Islanda                                                                  | Amichevole                                                               | -                                                                        |                                                                          |
| 13-10-1974                                                               | Copenaghen                                                               | Danimarca                                                                | 0 – 0                                                                    | Romania                                                                  | Qual. Euro 1976                                                          | -                                                                        |                                                                          |
| 11-5-1975                                                                | Bucarest                                                                 | Romania                                                                  | 6 – 1                                                                    | Danimarca                                                                | Qual. Euro 1976                                                          | -                                                                        |                                                                          |
| 25-9-1975                                                                | Malmö                                                                    | Svezia                                                                   | 0 – 0                                                                    | Danimarca                                                                | Campionato nordico di calcio                                             | -                                                                        |                                                                          |
| 11-5-1976                                                                | Göteborg                                                                 | Svezia                                                                   | 1 – 2                                                                    | Danimarca                                                                | Amichevole                                                               | -                                                                        |                                                                          |
| 23-5-1976                                                                | Limassol                                                                 | Cipro                                                                    | 1 – 5                                                                    | Danimarca                                                                | Qual. Euro 1976                                                          | -                                                                        |                                                                          |
| 1-9-1976                                                                 | Copenaghen                                                               | Danimarca                                                                | 1 – 1                                                                    | Francia                                                                  | Amichevole                                                               | -                                                                        |                                                                          |
| 27-10-1976                                                               | Copenaghen                                                               | Danimarca                                                                | 5 – 0                                                                    | Cipro                                                                    | Qual. Euro 1976                                                          | -                                                                        |                                                                          |
| 1-6-1977                                                                 | Oslo                                                                     | Norvegia                                                                 | 0 – 2                                                                    | Danimarca                                                                | Amichevole                                                               | -                                                                        |                                                                          |
| 15-6-1977                                                                | Copenaghen                                                               | Danimarca                                                                | 2 – 1                                                                    | Svezia                                                                   | Campionato nordico di calcio                                             | -                                                                        |                                                                          |
| 24-5-1978                                                                | Copenaghen                                                               | Danimarca                                                                | 3 – 3                                                                    | Irlanda                                                                  | Qual. Euro 1980                                                          | -                                                                        | 76’                                                                      |
| 31-5-1978                                                                | Oslo                                                                     | Norvegia                                                                 | 1 – 2                                                                    | Danimarca                                                                | Campionato nordico di calcio                                             | -                                                                        |                                                                          |
| 11-10-1978                                                               | Copenaghen                                                               | Danimarca                                                                | 2 – 2                                                                    | Bulgaria                                                                 | Qual. Euro 1980                                                          | -                                                                        |                                                                          |
| 2-5-1979                                                                 | Dublino                                                                  | Irlanda                                                                  | 2 – 0                                                                    | Danimarca                                                                | Qual. Euro 1980                                                          | -                                                                        |                                                                          |
| 9-5-1979                                                                 | Copenaghen                                                               | Danimarca                                                                | 2 – 2                                                                    | Svezia                                                                   | Amichevole                                                               | -                                                                        |                                                                          |
| 6-6-1979                                                                 | Copenaghen                                                               | Danimarca                                                                | 4 – 0                                                                    | Irlanda del Nord                                                         | Qual. Euro 1980                                                          | -                                                                        |                                                                          |
| 12-9-1979                                                                | Londra                                                                   | Inghilterra                                                              | 1 – 0                                                                    | Danimarca                                                                | Qual. Euro 1980                                                          | -                                                                        |                                                                          |
| 26-9-1979                                                                | Copenaghen                                                               | Danimarca                                                                | 1 – 0                                                                    | Finlandia                                                                | Campionato nordico di calcio                                             | -                                                                        |                                                                          |
| 14-11-1979                                                               | Cadice                                                                   | Spagna                                                                   | 1 – 3                                                                    | Danimarca                                                                | Amichevole                                                               | -                                                                        |                                                                          |
| 7-5-1980                                                                 | Göteborg                                                                 | Svezia                                                                   | 0 – 1                                                                    | Danimarca                                                                | Campionato nordico di calcio                                             | -                                                                        |                                                                          |
| 21-5-1980                                                                | Copenaghen                                                               | Danimarca                                                                | 2 – 2                                                                    | Spagna                                                                   | Amichevole                                                               | -                                                                        |                                                                          |
| 4-6-1980                                                                 | Copenaghen                                                               | Danimarca                                                                | 3 – 1                                                                    | Norvegia                                                                 | Campionato nordico di calcio                                             | -                                                                        | cap.                                                                     |
| 15-10-1980                                                               | Copenaghen                                                               | Danimarca                                                                | 0 – 1                                                                    | Grecia                                                                   | Qual. Mondiali 1982                                                      | -                                                                        | 40’                                                                      |
| 1-11-1980                                                                | Roma                                                                     | Italia                                                                   | 2 – 0                                                                    | Danimarca                                                                | Qual. Mondiali 1982                                                      | -                                                                        |                                                                          |
| 15-4-1981                                                                | Copenaghen                                                               | Danimarca                                                                | 2 – 1                                                                    | Romania                                                                  | Amichevole                                                               | -                                                                        | cap.                                                                     |
| 1-5-1981                                                                 | Lussemburgo                                                              | Lussemburgo                                                              | 1 – 2                                                                    | Danimarca                                                                | Qual. Mondiali 1982                                                      | -                                                                        |                                                                          |
| 14-5-1981                                                                | Malmö                                                                    | Svezia                                                                   | 1 – 2                                                                    | Danimarca                                                                | Campionato nordico di calcio                                             | -                                                                        |                                                                          |
| 3-6-1981                                                                 | Copenaghen                                                               | Danimarca                                                                | 3 – 1                                                                    | Italia                                                                   | Qual. Mondiali 1982                                                      | -                                                                        | 75’                                                                      |
| 14-10-1981                                                               | Salonicco                                                                | Grecia                                                                   | 2 – 3                                                                    | Danimarca                                                                | Qual. Mondiali 1982                                                      | -                                                                        |                                                                          |
| 27-10-1982                                                               | Copenaghen                                                               | Danimarca                                                                | 1 – 3                                                                    | Cecoslovacchia                                                           | Amichevole                                                               | -                                                                        |                                                                          |
| 10-11-1982                                                               | Lussemburgo                                                              | Lussemburgo                                                              | 1 – 2                                                                    | Danimarca                                                                | Qual. Euro 1984                                                          | -                                                                        |                                                                          |
| 27-4-1983                                                                | Copenaghen                                                               | Danimarca                                                                | 1 – 0                                                                    | Grecia                                                                   | Qual. Euro 1984                                                          | -                                                                        | cap.                                                                     |
| 1-6-1983                                                                 | Copenaghen                                                               | Danimarca                                                                | 3 – 1                                                                    | Ungheria                                                                 | Qual. Euro 1984                                                          | -                                                                        | cap.                                                                     |
| 21-9-1983                                                                | Londra                                                                   | Inghilterra                                                              | 0 – 1                                                                    | Danimarca                                                                | Qual. Euro 1984                                                          | -                                                                        | cap. 87’                                                                 |
| 12-10-1983                                                               | Lussemburgo                                                              | Lussemburgo                                                              | 0 – 6                                                                    | Danimarca                                                                | Qual. Euro 1984                                                          | -                                                                        | cap.                                                                     |
| 26-10-1983                                                               | Budapest                                                                 | Ungheria                                                                 | 1 – 0                                                                    | Danimarca                                                                | Qual. Euro 1984                                                          | -                                                                        | cap.                                                                     |
| 16-11-1983                                                               | Atene                                                                    | Grecia                                                                   | 0 – 2                                                                    | Danimarca                                                                | Qual. Euro 1984                                                          | -                                                                        | cap.                                                                     |
| 16-5-1984                                                                | Praga                                                                    | Cecoslovacchia                                                           | 1 – 0                                                                    | Danimarca                                                                | Amichevole                                                               | -                                                                        | cap. 46’                                                                 |
| 6-6-1984                                                                 | Stettino                                                                 | Svezia                                                                   | 0 – 1                                                                    | Danimarca                                                                | Amichevole                                                               | -                                                                        | cap.                                                                     |
| 8-6-1984                                                                 | Copenaghen                                                               | Danimarca                                                                | 1 – 1                                                                    | Bulgaria                                                                 | Amichevole                                                               | -                                                                        | cap.                                                                     |
| 12-6-1984                                                                | Parigi                                                                   | Francia                                                                  | 1 – 0                                                                    | Danimarca                                                                | Euro 1984 - 1º turno                                                     | -                                                                        | cap.                                                                     |
| 16-6-1984                                                                | Lione                                                                    | Danimarca                                                                | 5 – 0                                                                    | Jugoslavia                                                               | Euro 1984 - 1º turno                                                     | -                                                                        | cap.                                                                     |
| 19-6-1984                                                                | Strasburgo                                                               | Danimarca                                                                | 3 – 2                                                                    | Belgio                                                                   | Euro 1984 - 1º turno                                                     | -                                                                        | cap.                                                                     |
| 24-6-1984                                                                | Lione                                                                    | Danimarca                                                                | 1 – 1 dts (4 – 5 dtr)                                                    | Spagna                                                                   | Euro 1984 - Semifinale                                                   | -                                                                        | cap. 113’                                                                |
| 26-9-1984                                                                | Copenaghen                                                               | Danimarca                                                                | 1 – 0                                                                    | Norvegia                                                                 | Qual. Mondiali 1986                                                      | -                                                                        | cap.                                                                     |
| 17-10-1984                                                               | Berna                                                                    | Svizzera                                                                 | 1 – 0                                                                    | Danimarca                                                                | Qual. Mondiali 1986                                                      | -                                                                        | cap.                                                                     |
| 14-11-1984                                                               | Copenaghen                                                               | Danimarca                                                                | 3 – 0                                                                    | Irlanda                                                                  | Qual. Mondiali 1986                                                      | -                                                                        | cap.                                                                     |
| 8-5-1985                                                                 | Copenaghen                                                               | Danimarca                                                                | 4 – 1                                                                    | Germania Ovest                                                           | Amichevole                                                               | -                                                                        | cap.                                                                     |
| 5-6-1985                                                                 | Copenaghen                                                               | Danimarca                                                                | 4 – 2                                                                    | Unione Sovietica                                                         | Amichevole                                                               | -                                                                        | cap.                                                                     |
| 11-9-1985                                                                | Copenaghen                                                               | Danimarca                                                                | 0 – 3                                                                    | Svezia                                                                   | Amichevole                                                               | -                                                                        | cap.                                                                     |
| 25-9-1985                                                                | Mosca                                                                    | Unione Sovietica                                                         | 2 – 0                                                                    | Danimarca                                                                | Qual. Mondiali 1986                                                      | -                                                                        | cap.                                                                     |
| 9-10-1985                                                                | Copenaghen                                                               | Danimarca                                                                | 0 – 0                                                                    | Svizzera                                                                 | Qual. Mondiali 1986                                                      | -                                                                        | cap.                                                                     |
| 16-10-1985                                                               | Oslo                                                                     | Norvegia                                                                 | 1 – 5                                                                    | Danimarca                                                                | Qual. Mondiali 1986                                                      | -                                                                        | cap.                                                                     |
| 13-11-1985                                                               | Dublino                                                                  | Irlanda                                                                  | 1 – 4                                                                    | Danimarca                                                                | Qual. Mondiali 1986                                                      | -                                                                        | cap. 69’                                                                 |
| 26-3-1986                                                                | Belfast                                                                  | Irlanda del Nord                                                         | 1 – 1                                                                    | Danimarca                                                                | Amichevole                                                               | -                                                                        | cap. 46’                                                                 |
| 13-5-1986                                                                | Oslo                                                                     | Norvegia                                                                 | 1 – 0                                                                    | Danimarca                                                                | Amichevole                                                               | -                                                                        | cap.                                                                     |
| 16-5-1986                                                                | Copenaghen                                                               | Danimarca                                                                | 1 – 0                                                                    | Polonia                                                                  | Amichevole                                                               | -                                                                        | cap.                                                                     |
| 4-6-1986                                                                 | Nezahualcóyotl                                                           | Scozia                                                                   | 0 – 1                                                                    | Danimarca                                                                | Mondiali 1986 - 1º turno                                                 | -                                                                        | cap.                                                                     |
| 8-6-1986                                                                 | Nezahualcoyotl                                                           | Danimarca                                                                | 6 – 1                                                                    | Uruguay                                                                  | Mondiali 1986 - 1º turno                                                 | -                                                                        | cap.                                                                     |
| 13-6-1986                                                                | Santiago de Querétaro                                                    | Danimarca                                                                | 2 – 0                                                                    | Germania Ovest                                                           | Mondiali 1986 - 1º turno                                                 | -                                                                        | cap.                                                                     |
| 18-6-1986                                                                | Santiago de Querétaro                                                    | Danimarca                                                                | 1 – 5                                                                    | Spagna                                                                   | Mondiali 1986 - Ottavi di finale                                         | -                                                                        | cap.                                                                     |
| 10-9-1986                                                                | Lipsia                                                                   | Germania Est                                                             | 0 – 1                                                                    | Danimarca                                                                | Amichevole                                                               | -                                                                        | cap. 46’                                                                 |
| 24-9-1986                                                                | Copenaghen                                                               | Danimarca                                                                | 0 – 2                                                                    | Germania Ovest                                                           | Amichevole                                                               | -                                                                        | cap.                                                                     |
| 29-10-1986                                                               | Copenaghen                                                               | Danimarca                                                                | 1 – 0                                                                    | Finlandia                                                                | Qual. Euro 1988                                                          | -                                                                        | cap.                                                                     |
| 12-11-1986                                                               | Bratislava                                                               | Cecoslovacchia                                                           | 0 – 0                                                                    | Danimarca                                                                | Qual. Euro 1988                                                          | -                                                                        | cap.                                                                     |
| 29-4-1987                                                                | Helsinki                                                                 | Finlandia                                                                | 0 – 1                                                                    | Danimarca                                                                | Qual. Euro 1988                                                          | -                                                                        | cap.                                                                     |
| 3-6-1987                                                                 | Copenaghen                                                               | Danimarca                                                                | 1 – 1                                                                    | Cecoslovacchia                                                           | Qual. Euro 1988                                                          | -                                                                        | cap.                                                                     |
| 9-9-1987                                                                 | Cardiff                                                                  | Galles                                                                   | 1 – 0                                                                    | Danimarca                                                                | Qual. Euro 1988                                                          | -                                                                        | cap.                                                                     |
| 23-9-1987                                                                | Amburgo                                                                  | Germania Ovest                                                           | 1 – 0                                                                    | Danimarca                                                                | Amichevole                                                               | -                                                                        | cap.                                                                     |
| 14-10-1987                                                               | Copenaghen                                                               | Danimarca                                                                | 1 – 0                                                                    | Galles                                                                   | Qual. Euro 1988                                                          | -                                                                        | cap.                                                                     |
| 27-4-1988                                                                | Vienna                                                                   | Austria                                                                  | 1 – 0                                                                    | Danimarca                                                                | Amichevole                                                               | -                                                                        | cap.                                                                     |
| 10-5-1988                                                                | Budapest                                                                 | Ungheria                                                                 | 2 – 2                                                                    | Danimarca                                                                | Amichevole                                                               | -                                                                        | cap. 68’                                                                 |
| 1-6-1988                                                                 | Aarhus                                                                   | Danimarca                                                                | 0 – 1                                                                    | Cecoslovacchia                                                           | Amichevole                                                               | -                                                                        | cap. 46’                                                                 |
| 5-6-1988                                                                 | Odense                                                                   | Danimarca                                                                | 3 – 1                                                                    | Belgio                                                                   | Amichevole                                                               | 1                                                                        | cap. 80’                                                                 |
| 11-6-1988                                                                | Hannover                                                                 | Danimarca                                                                | 2 – 3                                                                    | Spagna                                                                   | Euro 1988 - 1º turno                                                     | -                                                                        | cap. 66’                                                                 |
| 14-6-1988                                                                | Gelsenkirchen                                                            | Germania Ovest                                                           | 2 – 0                                                                    | Danimarca                                                                | Euro 1988 - 1º turno                                                     | -                                                                        | cap.                                                                     |
| 17-6-1988                                                                | Colonia                                                                  | Italia                                                                   | 2 – 0                                                                    | Danimarca                                                                | Euro 1988 - 1º turno                                                     | -                                                                        | cap. 67’                                                                 |
| 26-4-1989                                                                | Sofia                                                                    | Bulgaria                                                                 | 0 – 2                                                                    | Danimarca                                                                | Qual. Mondiali 1990                                                      | -                                                                        | cap. 75’                                                                 |
| 17-5-1989                                                                | Copenaghen                                                               | Danimarca                                                                | 7 – 1                                                                    | Grecia                                                                   | Qual. Mondiali 1990                                                      | -                                                                        |                                                                          |
| 18-6-1989                                                                | Copenaghen                                                               | Danimarca                                                                | 4 – 0                                                                    | Brasile                                                                  | Amichevole                                                               | 1                                                                        | cap. 62’                                                                 |
| Totale                                                                   |                                                                          | Presenze (9º posto)                                                      | 102                                                                      |                                                                          | Reti                                                                     | 4                                                                        |                                                                          |

## Palmarès

### Giocatore

#### Club

##### Competizioni nazionali
- Campionato belga: 3

Anderlecht: 1980-1981, 1984-1985, 1985-1986

##### Competizioni internazionali
- Coppa UEFA: 1

Anderlecht: 1982-1983

#### Individuale
- Calciatore danese dell'anno: 2

1983, 1986

### Allenatore
- Campionato danese: 2

Brondby: 1990, 1991
- Campionato olandese: 1

Ajax: 1997-1998
- Coppa dei Paesi Bassi: 1

Ajax: 1997-1998